# Carme Canela i Mir
Carme Canela i Mir (Barcelona, 1962) és una cantant vinculada al món de jazz i reconeguda artísticament com a Carme Canela.

## Trajectòria artística
Carme Canela estudia amb Dee Kohanna a l'Aula de Música Moderna i al Taller de Músics de Barcelona, estudia tècnica vocal amb Joaquim Proubasta i Maya Mayska i participa en diferents seminaris internacionals amb professors com Sheila Jordan, entre d'altres. Als 16 anys inicia la seva carrera musical com a vocalista de l'Orquestra Encantada, amb la que enregistra 4 Lps, posteriorment passa de cantant d'orquestra de ball al món del jazz, interpretant en anglès i en català principalment.
Ha col·laborat amb músics de l'àmbit jazzístic internacional com David Xirgu, Joan Monné, Bruce Barth, Kurt Rosenwinkel, Mike Mossman, Lluís Vidal, Joan Albert Amargós, Perico Sambeat, David Mengual, Dani Pérez, Gorka Benítez, Laura Simó, Zé Eduardo, Iñaki Salvador, Jordi Bonell, Carles Benavent, Bernardo Sassetti, Robert Ashley, Xavier Dotras, Agustí Fernández. També col·labora en diferents formacions com l'Orquestra de Cambra del Teatre Lliure, l'Albert Guinovart Ensemble, la Big Band Jazz de Terrassa i la Big Band del Taller de Músics.
El 2007 presenta el seu projecte Carme Canela canta Gioconda Belli. Sencillos Deseos, que estrena el 23 de maig de 2007 en concert al TNC de Barcelona, i que enregistra en disc el desembre de 2007 per ser editat a començaments de 2008. En aquest treball musica els versos més sensuals i de maduresa de la poetessa nicaragüenca Gioconda Belli. Canela els canta en clau de jazz acompanyada de Guillermo Klein al piano, Gorka Benítez al saxo i flauta, Dani Pérez a la guitarra, Nic Thys al baix i David Xirgu a la bateria. Aquest treball es presenta també el 7 de març de 2008 a l'Auditori de Barcelona dins la programació del Festival Barnasants i de la temporada Mas y Mas/Auditori.
El 2011 s'edita el seu disc Carme Canela canta Jordi Matas, treball on la cantant interpreta alguns temes d'aire poètic del guitarrista de jazz català Jordi Matas. El 2012, enregistra amb la Cobla Sant Jordi – Ciutat de Barcelona el disc Nadales (Discmedi), els ingredients són una cobla, una veu de jazz i un repertori de cançons populars nadalenques, amb la col·laboració del cantautor Roger Mas.

## Discografia
- Poti-Poti (1992) – cançons infantils
- Introducing Carme Canela & Trío (1996)[12]
- Nanas. Cançons de bressol[13] (1996)
- Cravo e Canela (1999)
- ¡No pasarán! Canciones de guerra contra el fascismo (1936-1939), el 1997 amb Quico Pi de la Serra[14]
- Pans & CD2 (2000) – nadales
- Iris (Fresh Sound Records, 2002)[15]
- Univers Miles – Lluís Vidal & Carme Canela (2002)
- Altres cançons a Mahalta. Músiques sobre els poemes de Màrius Torres - Xavier Monge Trio & Carme Canela (2006)
- Els nostres estàndards – Carme Canela & Lluís Vidal Trío (Contrabaix, 2006)[16]
- Carme Canela canta Gioconda Belli. Sencillos Deseos (2008)
- Carme Canela canta Jordi Matas (Discmedi, 2011)[17]
- Nadales (2012). Carme Canela amb la Cobla Sant Jordi – Ciutat de Barcelona.[18]
- Granito de sal (2014). Carme Canela & Joan Monné Trio.[19]
- Extraña alegría de vivir (2017). David Mengual Slow Quartet & Carme Canela.
- Ballads (2018). Carme Canela & Joan Monné duet.
- Celebrating La Fusa (2021). Carme Canela & Jurandir Santana.

### Col·laboracions discogràfiques[20]
- Son Song de Joan Monné Trio (Freshsound New Talent, 1995).
- Australia amb L'Albert Guinovart Ensemble (Vale Music, 1998).
- Porgy and Bess amb l'Orquestra de Cambra del Teatre Lliure amb arranjaments i direcció de Lluís Vidal i Joan Albert Amargós (Freshsound New Talent, 1998).
- Fabou de Gorka Benítez (Fresh Sound New Talent, 1999).[21]
- Aigua de Carles Benavent (Nuevos Medios, 2001).
- Passejada de Vidal-Solsona Acoustic Project (Satchmo, 2002).
- Deriva de David Mengual (Satchmo, 2003).
- Friendship de Perico Sambeat (The ACT Company, 2003).
- Al otro lado de Gorka Benítez (Fresh Sound, 2007).[22]
- Bahamontes de Vicenç Solsona (Femme Sutil, New Mood Jazz, 2009)[23]
- Vincent (2009), Preludes (2011), Paintings (2015) de Xavier Dotras Trio (Picap)
- Lieder, de Xavier Dotras (Carme Canela-Xavier Dotras-Gessamí Boada) (2023).[24]